# Libanon
Libanon, službeno Republika Libanon (arapski: الجمهورية اللبنانية), država je u jugozapadnoj Aziji na Bliskom istoku. Nalazi se na obali istočnog Sredozemlja, a graniči na sjeveru i istoku sa Sirijom, te na jugu s Izraelom. Libanon nazivaju i Švicarskom Srednjega istoka. Na zapadu je omeđena Sredozemnim morem. Libanon se računa kao dio Mašrika i Levanta. Ondje je 2022. živjelo oko 5,5 milijuna ljudi, od čega gotovo polovica u glavnom gradu Beirutu. Sljedeća dva najveća grada su Tripoli na sjeveru i Sidon na jugu. 
Izvorno zemlja Feničana, u antičko doba Libanon je, kao i cijeli Levant, postao dio carstva Aleksandra Velikog, kasnije Rimskog Carstva i, tijekom islamsko-arapske ekspanzije između 634. i 640. godine, postaje dijelom arapskog svijeta kojeg je dio i danas. Libanonsko stanovništvo govori arapskim jezikom i pripada raznim islamskim i kršćanskim vjeroispovijestima, pri čemu je kršćanska populacija posebno visoka u usporedbi s onom u drugim arapskim zemljama (procjenjuje se na polovicu nakon osnutka libanonske države 1943., danas oko trećine ukupnog stanovništva).[nedostaje izvor]
Nacionalni pakt iz 1943. uspostavio je politički sustav u kojem su određeni položaji i službe dodijeljeni različitim vjerskim skupinama prema fiksnom ključu raspodjele (vjerski omjer). Nakon gospodarskog procvata koji je zemlji dao reputaciju Švicarske Bliskog istoka, stalne napetosti između skupina stanovništva izbile su 1975. u građanski rat koji je trajao do 1990., tijekom kojeg su dvije susjedne države, Sirija i Izrael, okupirale dijelove zemlje. Unutarnje libanonske bitke vodile su se između kršćana, sunita, šijita, Druza i Palestinaca, te između desničarskih i ljevičarskih snaga. Izraelske trupe povukle su se iz Libanona 2000. godine, a posljednje sirijske trupe 2005. godine. Obnova zemlje od tada je ometana njezinim neizravnim sudjelovanjem u većim sukobima u regiji, kao što su veze libanonskih šijita sa Sirijom i Iranom i veze libanonskih sunita sa Saudijskom Arabijom. Nekadašnja kršćanska dominacija oslabila je kao rezultat iseljavanja, ali je posljednjih godina porastao utjecaj islamističkog Hezbollaha kojeg sponzorira Iran.[nedostaje izvor]

## Zemljopis
Zemlja se sastoji od nekoliko regija koje se pružaju paralelno s obalom: uska obalna ravnica koja se proširuje oko gradova Tripolija, Beiruta, Sidona i Tira (Sura), zatim gorje Libanon po kojem je zemlja dobila ime (najviša točka Qurnat as-Sawda' 3.088 m), dolina Bekaa, te gorje Anti-Libanon koje čini granicu sa Sirijom. Libanonska planina se na sjeveru i jugu proteže u brda.

## Povijest
Područje današnjeg Libanona imalo je burnu povijest, u starijim hrvatskim djelima često nazivano Liban. Tu su se smjenjivala babilonska, asirska, egipatska, hetitiska, perzijska, rimska i bizanstka carstva. Područje današnjeg Libanona vidjelo je i makedonska, arapska te konačno križarska osvajanja. U Libanonu ima ostataka svih tih kultura. Izvorno stanovništo današnjeg Libanona vuku korijenje od Feničana i Kaananita, što je dokazano genetskim istraživanjima.
Ipak, najveći trajni utjecaj su imala arapska osvajanja, tako da u Libanonu prevladava arapska kultura.
Osim toga, na području današnjeg Libanona formirala se fenička država, čija se kultura i danas djelomično održava na moderni Libanon. Upravo je fenička država ono što je povijesno i zemljopisno izdvaja Libanon od ostatka regije. Fenička država bila je sastavljena od relativno nezavisnih gradova država, slično kao i u Grčkoj, a propala je za osvajanja Aleksandra Makedonskoga.
Od početka 15. stoljeća do kraja prvog svjetskog rata Libanon je bio dio Osmanskog Carstva. Već od 17-og stoljeća lokalni vođe u libanonskim planinama imale su praktičnu nezavisnost od turskog carstva i dobre veze s Francuskom. Nekoliko većih pokušaja buna u drugim dijelovima današnjeg Libanona je ugušeno. Pod pritiskom zapadnih zemalja Porta je u drugoj polovici 19. stoljeća (1861.) dala autonomiju Libanonu u kojem je tada većinu činilo kršćansko maronitsko stanovništvo. Nakon raspada Carstva Liga naroda dodijelila je Libanon Francuskoj kao mandatno područje. Na nagovor libanonskih maronita, a prema ideji da se ujedine sva plemena koja žive na tom području, Francuzi izdvajaju područje današnjeg Libanona iz Sirije. Vrhovno vijeće Lige naroda stvara dva odvojena francuska mandata — Libanon i Siriju. 1. rujna 1920. uspostavljen je Veliki Libanon. Te granice General Gouradoua je protjerao (u srpnju 1920.) kralja Fajsala. Bio je to jedan od neuspješnih pokušaj osnivanja Ujedinjenoga kraljevstva Sirije, pod vladavinom iračkoga kralja Fajsala (koje je trebalo okupiti Siriju, Libanon i Palestinu). Prvi ustav donesen je pod francuskim mandatom 23. svibnja 1926. godine. Po popisu stanovnika, Libanon je 1932. imao 793.000 žitelja.
Nakon Drugoga svjetskog rata Libanon je postao neovisna republika. Posljedica rata iz 1948. postaje naseljavanje 100,000 Palestinaca u Libanon. U 1960-ima država doživljava gospodarsku ekspanziju sa snažnim financijskim sektorom i turizmom usredotočenim u Beirutu. Kada je pokušaj PLOa da preuzme vlast u Jordanu propao, Egipat je "nagovorio" Libanon da primi vrhušku palestinaca u svoju zemlju i da potpuna prava upravljanja nad 300.000 Palestinaca u Libanonu stvarajući tako državu u državi. Osim dolaska Palestinaca, i demografske promjene će dovesti do zahtjeva za promjenom ustava kojim je regulirano da predsjednik mora biti kršćanin.
Građanski rat u Libanonu je počeo 1975. godine, iako je teren pripreman godinama prije. Osjetljiva međunacionalna ravnoteža narušena je u 70-ima nakon što je Palestinska oslobodilačka organizacija (PLO) premjestila svoj stožer u Libanon. Od 1975. do 1990. trajao je građanski rat u kojem su sudjelovale islamske i kršćanske frakcije (najznačajnije su bile kršćanska Falanga, te palenstinski PLO te Druzi) povremeno potpomognute susjedima Sirijom i Izraelom koji će 1982. pokrenuti opću invaziju na Libanon koristeći Palestince kao ispriku za invaziju. Naravno, pravi ciljevi invazije i okupacije su otimanje izvora vode. Od ulaska židovske vojske počinje pokret otpora koji tjera židovsku vojsku na povlačenje, prvo na tzv. sigurnosnu zonu a 2000. i skoro s cijelog teritorija. Vrlo brzo Hezbollah preuzima vodstvo u pokretu otpora. Tijekom okupacije, židovska vojska počinila je mnoge masakre, od kojih je najgori onaj u Sabri i Shatili (1600-1700 civila).
Građanski rat završio je sporazumom po kojem su svi ratni vođe pristali predati oružje i tako ponovno formirati policiju i vojsku (osim Hezbollaha, koji je i za vrijeme građanskoga rata bio usmjeren na borbu protiv okupacije).
Početkom 90-ih uspostavljena je politička stabilnost, te se država počela obnavljati pod vodstvom kasnije ubijenog premijera Harririja. Okršaji s izraelskom vojskom nastavili su se do povlačenja 2000., a najžešći je bio 1996. Sirijska vojska je iz Libanona izašla 2006., nakon masovnih demonstracija.
12. srpnja 2006. započeo je novi Izraelsko-libanonski sukob, nakon što je poket otpora (krivo zvan vojno krilo Hezbolaha) upao u još uvijek okupirani dio južnog Libanona te ubio 8 i zarobio 2 izraelska vojnika. U nemogućnosti da napravi bilo kakav vojni uspjeh, Izrael je počeo uništenje libanonskih javnih objekata te neselektivno bombardiranje civila. U samo 33 dana rata Izrael će uništiti 640 km cesti, 73 mosta, međunarodni aerodrom u Beirutu, elektrane, uređaje za pročiščavanje vode, 900 trgovina i trgovačkih centara, 350 škola i 15,000 domova. Ali, doživjet će i pravi vojni poraz, pogotovo zadnje dane rata.
Iduća velika kušnja potresla je Libanon u kasno proljeće i ljeto 2007. Sunitski ekstremisti iz Saudijske arabije uspostavili su bazu u palenstinskom izbjegličkom logoru Nahr-al-Bared na sjeveru Libanona te su počeli pljačkati i napadati libanonsku vojsku. Borbe s ekstremistima u logoru trajale su 3 mjeseca, uz mnoge nevine palestinske žrtve.
Strana uplitanja eskalirala su kroz 2007. mnogim političkim ubojstvima te naročito u petom mjescu 2008. kad su iskorištene netrpeljivosti koje vuku iz građanskog rata. Ipak, uz zajedničku akciju vojske, policije i Hezbollaha, građanski rat je spriječen. Uz posredovanje zaljevskih emira, ratni vođe su se ponovno mirili te omogućili izbor predsjednika. Posljednji izbori održani su u ljeto 2009. a nakon višemječnog natezanja, formirana je vlada nacionalnog jedinstva, koja je u nikad mirnoj političkoj situaciji ubrzo pala i formirala se nova. Trenutno je vlada u ostavci, a veliki broj izbjeglica iz Sirije te podjele po pitanju podrške Sirijskom predsjedniku čine situaciju jako nestabilnom

## Administrativna podjela

### Provincije
Libanon je podjeljen u 6 guvernatorata (provincija) u kojima se nalazi 25 distrikata.
Predstojnik provincije je guverner (استاندار: ostāndār).
- 1. Beirut
- 2. Libanonska planina
- 3. Sjeverni Libanon
- 4. Bekaa
- 5. Nabatea
- 6. Južni Libanon

## Stanovništvo
Libanon je vjerski i etnički jako heterogen, sastavljen od mnogih plemena, od kojih mnoga imaju svoj identitet a neka se smatraju dijelom arapske nacije, uz nekih 200-300 tisuća Armenaca. Pitanje udjela pojedinih vjera i naroda u ukupnom stanovništvu politički je osjetljivo pa službenih popisa stanovništva nije bilo od 1932. Pretpostavlja se da većinu čine Arapi muslimani, a među kršćanima najznačajniji su Maroniti, povezani s Katoličkom crkvom, ali s vlastitim patrijarhom i liturgijom. Brojni su i Druzi čija je religija bliska Islamu i koji sebe smatraju Arapima.
U posljednjih pola stoljeća velik broj Libanonaca, naročito kršćana, emigrirao je u zemlje Zapada.
Među muslimanima, najbrojniji su Suniti i Šijiti, ali na sjeveru zemlje ima i manje poznatih vjerskih skupina. U Libanonu ima osamnaest vjerskih skupina, bez izrazite većinske skupine.

## Gospodarstvo
Uslužni sektor (financije i turizam) tradicionalno igra najveću ulogu u libanonskom gospodarstvu. 
Osim toga, Libanon proizvodi hranu, što u dolini Bekaa, što u morskom pojasu (agrumi, kaktusi, banane).
Zemlja vodi politiku gospodarskog otvaranja prema inozemstvu, ali opterećuju je proračunski manjkovi, visoki vanjski dug i nezaposlenost. BDP je u 2003. bio 4.800 USD po stanovniku mjereno PPP-om.

## Vanjske poveznice
Sestrinski projekti
|  | Zajednički poslužitelj ima stranicu o temi Libanon    |
|  | Zajednički poslužitelj ima još gradiva o temi Libanon |
|  | Wječnik ima rječničku natuknicu Libanon               |